# Noaord
Noaord eller noanamn kallas benämningar som används när det enligt folktron anses vara olycksbringande och därmed tabu att nämna ett visst ord. Det polynesiska ordet noa uttrycker motsatsen till tabu, och betecknar något som kan användas utan risk. Ett noaord är en typ av eufemism.
Noaord har oftast använts för farliga djur, övernaturliga fenomen och väsen, där man av rädsla för att frammana dem ej vågat nämna dem vid namn. Att använda det riktiga namnet ansågs kunna frammana dess onda krafter. Det var därför tabubelagt. Genom att i stället använda en alternativ benämning trodde man sig kunna undvika att dessa onda krafter utlöstes.  Tanken med noanamnet kunde vara att det inte skulle irritera fenomenet i fråga utan i stället vara insmickrande. Men det förekom även noanamn av en mer anklagande och avståndstagande karaktär.
Noaord har emellertid också använts för mer vardagliga företeelser inom bland annat jakt och fiske, där de användes för att inte fördärva jaktlycka, eller för sådana ord som ansågs för heliga för att uttalas.

## Exempel
- Ulven (äldre ord för varg) hade just varg (i betydelsen 'främling', 'våldsverkare', ’dråpare’, ’strypare’) som noanamn.[3] När ordet "varg" tappade karaktären av noanamn övergick man till andra noanamn.[3] En del anspelade på 'grå': till exempel Gråben, Gråfot, Den grå eller Fadan grå.[3]  Andra anslöt till ’tasse’ (som anspelar på vildmark, ödemark): Tassen, Tassa, Tusse.[3] En tredje kategori har en demoniserande antydan: Odjur, Buse, Skam, Fan, Kuse. Dialektalt förekommer även en grupp insmickrande namn som Gull, Gullfot, Gullegrå.[3]
- Djävulen har kallats Den onde, Hin håle ('Den där hårde'), Den lede, tjyven, skam, med mera.
- Skjoran har kallats skata ('den långsmala', avseende stjärtfjädrarna), och sedan har det ordet blivit det normala.[källa behövs] I svenska österbottniska dialekter används uttrycket skjora fortfarande även till vardags för att beteckna fågelarten "skata".
- Åskan (från fornnordiska as-eykja, 'asens åkning', om guden Tors färd över himlavalvet) har kallats tordön, godfar och gudfar. Efterleden -far är i detta fall inte härledd från ordet fader, som i "gudfader", utan från verbet fara, som i "att färdas".
- Sälar har benämnts "fisk" av säljägare för att inte jaktlyckan skall gå förlorad.[2]
- Björnar har bland annat noanamn som alluderar på djurets farlighet: Ofreden, Styggnacke, Fulingen, Storkräket.[3] Men även en del inställsamma och insmickrande ord finns: Skogskisse, Myrtass, Basse.[3] Så även Bamsefar. Det än idag vanliga noaordet Nalle används numer även som namn på avbildade björnföremål av allehanda slag.[3] 'Björn' ('brun') är i sin tur ett noaord som är gemensamt för de germanska språken, medan man i slaviska språk använder noanamnet Medved ('honungs-ätare'). Genom att jämföra andra indoeuropeiska språk antar man att det ursprungliga ordet var *h₂ŕ̥tḱos (uttalas ungefär 'arktos')
- Räven har kallats Mickel för att han inte ska komma till gården och ta hönor.[4]
- Erinyerna, de grekiska hämndgudinnorna, kallades eumenider, 'de välvilliga'.
- JHVH, det hebreiska namnet för Gud inom judendomen, är enligt den religiösa lagen förbjudet att uttala och därför byts det ut mot exempelvis Adonaj, 'min Herre', eller HaShem, 'Namnet'.
- Jorum är ett noaord för döden.
- Nisse eller Goanisse är ett noaord för tomtrået.[5]

Även näcken och rået har noanamn.